# Ломовой извоз
Ломово́й изво́з — вид извоза, получивший распространение в середине XIX века, предназначенный для транспортировки тяжелых грузов.
Выделялось несколько категорий ломовых извозчиков, занимавшихся различными видами извоза: доставка груза, вывоз снега, нечистот («золотой обоз»), подвоз воды (водовозы), доставка продуктов в магазины и на рынки, обслуживание строек — подвоз разнообразных строительных материалов (песка, кирпича, леса, труб, керосина, нефти) и доставка мебели, дров, оружия и тяжеловесных предметов.
Ломовой извоз осуществлялся особой группой извозчиков — «ломовиками». Для ломового извоза использовались лошади тяжеловозных пород.
Ломовые обозы обычно содержались хозяевами, имевшими по нескольку десятков подвод. Некоторые заводы и фабрики также имели свои ломовые обозы. В Санкт-Петербурге в начале XX века было около 25 000 ломовых извозчиков. Если они везли разовый груз, то оплата зависела от величины груза и от расстояния перевозки, но многие договаривались с нанимателями (чаще всего это были торговцы хлебом и лесом) о работе на продолжительный срок. 